# Journal of Visualized Experiments
Das Journal of Visualized Experiments (JoVE) ist eine elektronische wissenschaftliche Zeitschrift, die Experimente vor allem aus den Bereichen der Medizin, Neurowissenschaften, Entwicklungsbiologie, Zellbiologie, Botanik, Mikrobiologie und Immunologie per Video aufzeichnet und publiziert. Ergänzend zum Video publiziert die Zeitschrift einen beschreibenden Text. Ziel ist es, die Reproduzierbarkeit und die Transparenz bei Experimenten zu verbessern. Die Zeitschrift existiert seit Ende 2006, verfügt über ein Peer review, und wird in der Datenbank PubMed verzeichnet. Das Journal of Visualized Experiments arbeitet mit professionellen Video-Agenturen zusammen, die die Experimente aufzeichnen können.
Nach Aussagen der Zeitschriftenredaktion sind die schwierige Reproduzierbarkeit und das langwierige Erlernen neuer experimenteller Techniken heutzutage eines der größten Probleme des Wissenschaftsbetriebs in den biomedizinischen Fächern. Da die Komplexität der Forschung in der Biomedizin in den vergangenen Jahres exponentiell gestiegen sei, sei das bisherige Publikationswesen durch Schrift und Bilder nicht mehr ausreichend, um komplizierte Forschungsprozeduren und -techniken weitergeben zu können.
Während die Beiträge der Zeitschrift zu Beginn kostenlos zugänglich waren (Open Access), ist seit April 2009 ein Abonnement notwendig.